# Россошанка (Калінінградська область)
Россошанка (рос. Россошанка) — селище Озерського міського округу, Калінінградської області Росії. Входить до складу Новостроєвського сільського поселення.
Населення —  16 осіб (2015 рік). 

## Населення
| 2010 |
| ---- |
| 16   |